# إميل جورج فون ستاوس

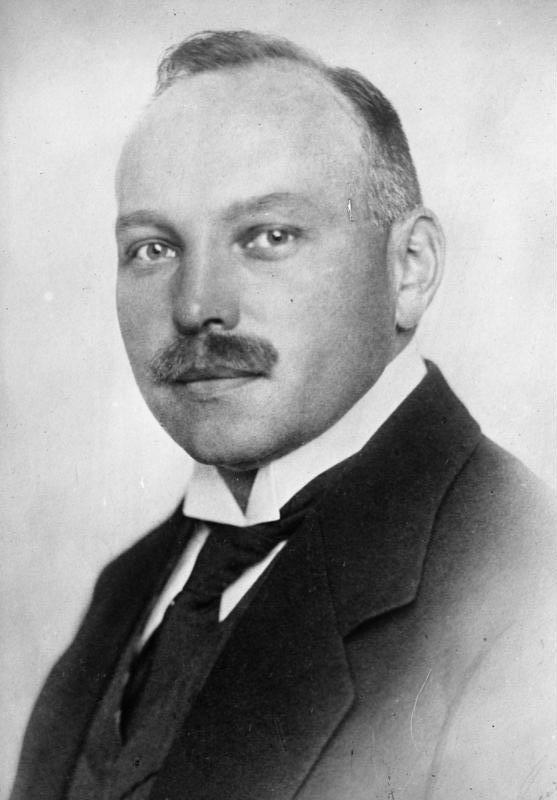
إميل جورج فون ستوس ، سبتمبر 1929

إميل جورج فون ستاوس أكتوبر 1877 في بايرسبرون - 11 ديسمبر 1942 في برلين ) كان مصرفيًا ألمانيًا شغل منصب المدير العام لمجلس إدارة البنك الألماني.

## العمل الوظيفي
بالإضافة إلى اهتماماته المصرفية، تمت الإشارة إلى فون ستوس أيضًا بخبرته في صناعة البترول، حيث عمل في مجلس إدارة شركة دويتشه بتروليوم منذ عام 1920.  أصبح عضوًا في مجلس إدارة شركة دايملر موتورين جيزيلشافت عام 1925. سوف يواصل دوره في شركة دايملر بنز، حيث عمل في نهاية المطاف كرئيس لمجلس الإدارة. في عام 1926 أصبح أيضًا رئيسًا لشركة بي إم دبليو. 

## روابط خارجية
- Newspaper clippings about Emil Georg von Stauss in the 20th Century Press Archives of the ZBW